# Luce-Benaben school
Luce-Benaben school var en flickskola i Alger i Algeriet, som grundades 1845. Det var den första skolan för flickor i Algeriet. 
Skolan grundades av den franska skolläraren Eugénie Allix Luce. Hon rymde från sin make till Franska Algeriet 1832. Hon öppnade 1845 en skola för flickor i Alger, som blev den första skolan för flickor i Algeriet. Hon ansökte framgångsrikt om statliga bidrag till sin skola genom att framhäva den som en viktig metod för integrering mellan fransmän och araber inför de franska kolonialmyndigheterna, och hon och hennes skola blev centralt för kolonialmyndigheternas debatt om utbildningssystemet. Hennes skola stod modell när fransmännen började införa ett franskt skolsystem i Algeriet från 1850. Hennes skola upphörde efter att myndigheterna drog tillbaka sitt bidrag 1861. 